# Kōjirō Serizawa
Kōjirō Serizawa (japonais 芹沢 光治良; 4 mai 1897 à Ganyūdō, Yanagihara, district de Suntō (aujourd'hui Ganyūdō, Numazu), préfecture de Shizuoka - 23 mars 1993 à Numazu) est un écrivain et romancier japonais.

## Biographie
Serizawa est le fils d'un homme d'affaires de la pêche. Il étudie l'économie à l'université de Tokyo de 1918 à 1922 et travaille ensuite pour le Nōshōmu-shō (Ministère du commerce et de l'agriculture) (actuel Ministère de l'Agriculture, des Forêts et de la Pêche). De 1925 à 1929, il étudie de nouveau l'économie et la sociologie à Paris
Serizawa fait ses débuts en 1930 avec le récit intitulé Burujoa (« Bourgeois » ), qui montre des caractéristiques humanistes de la gauche libérale. Ses expériences à Paris pendant sa période d'étude se retrouvent dans les deux romans Pari ni shisu (1943, « Mort à Paris ») et Pari fujin (1955, « La Dame de Paris »). Serizawa atteint son apogée littéraire avec son roman autobiographique en 14 volumes Ningen no unmei (1962-68, « Le Destin des gens »).
En 1970, Serizawa est membre de l'Académie japonaise des arts. De 1965 à 1974, il succède à Yasunari Kawabata comme directeur du centre japonais du P.E.N (de).

## Œuvres (sélection)
- 1930 Burujoa (ブルジョア)
- 1943 Pari ni shisu (巴里に死す)
- 1955 Pari fujin (巴里夫人)
- 1962-68 Ningen no unmei (人間の運命)

## Source de la traduction
- (de) Cet article est partiellement ou en totalité issu de l’article de Wikipédia en allemand intitulé « Serizawa Kōjirō » (voir la liste des auteurs).